# Armanyac (subregió)
|  | Per a altres significats, vegeu «Armanyac (beguda)». |

L'Armanyac (en occità Armanhac, en francès Armagnac) és una regió històrica dins de Gascunya, a la també regió històrica, encara més gran, d'Occitània.

## Comarques de l'Armanyac
Segons la proposta de divisió territorial d'Occitània del diari Jornalet, basada en l'obra de Frederic Zégierman Le Guide des pays de France, l'Armanyac seria una sub-regió ubicada dins la regió de la Gascunya, que contindria 13 parçans (comarques occitanes):
- Astarac
- Baix Armanyac
- Brulhès
- Fesenzac
- Fesenzaguet
- Gaura
- Gimoès
- Lomanha
- Manhoac
- País d'Auch
- Ribèra Baisha
- Savès
- Verdunès

Administrativament les comunes que conformen l'Armanyac el seu territori estan adscrites, en bona part, al departament francès del Gers. Tot i que està situat a la conca aquitana que desemboca a l'oceà atlàntic, aquest estigué vinculat a la regió administrativa francesa de Migdia-Pirineus, essent posteriorment reemplaçada per la regió administrativa d'Occitània.

## Orografia i economia

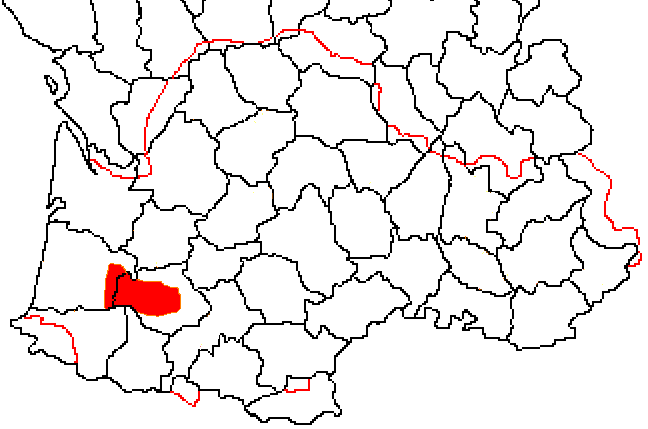
Mapa d'Armanyac dins Occitània

Centrat a la vall del Baïse, és un país d'ondulacions aturonades, amb boscs a les parts més altes i bancs de sorra i d'argiles terciàries als costers, al voltant de les viles d'Eusa i Auch. Hi són força importants els plantats de vinyes, el raïm de les quals és utilitzat per a la fabricació de vins blancs, dels quals hom obté un conegut aiguardent, l'armanyac. Els cereals, blat i moresc, i l'aviram completen els recursos econòmics més importants.
Hom hi pot distingir:
- l'Alt Armanyac o Armanyac blanc (Auch), amb sòl calcari, més dedicat al moresc que no pas al vi.
- el Baix Armanyac o Armanyac negre, correspon a les valls de la Douze i del Midou, que aplega:
  - l'Eusan, al voltant de la vila d'Eusa, una mica més al nord,
  - el Gavardan de les Petites Landes (Gabarret) a l'oest,
- el Fesençac (Vic en Fesençac).

També s'hi pot assimilar :
- el Condomés al voltant de Condòm, al nord-oest (tot i que aquest.

L'Armanyac és limitat per :
- la Lomanha al nord (amb el País de Gaure, al voltant de Florença)
- el Fesençaguet (Mauvesin), al nord-est
- el Gimoés (Gimont) a l'est,
- l'Astarac al sud, sud-est,
- la Ribèra Baisha vora Vic Bilh al sud-oest.

## Història
El comtat d'Armanyac fou creat el 960 a favor de Bernat I d'Armanyac “el Borni”. Vers el 1140, Guerau III li incorporà el vescomtat de Fesençac (el qual en fou separat de nou el 1285). Més tard li foren incorporats els comtats de Rodés i de Carlat, els vescomtats de Lomanha, d'Autvilar i de Comenges, i el Charolais (del 1327 al 1390).
Les companyies mercenàries de Joan III d'Armagnac van atacar Catalunya del 1389 i 1390 amb la intenció de prendre el Rosselló, perquè reclamava la Corona de Mallorca, atacant Besalú i prenent el castell de Rasigueres (ocupat els anys 1389 i 1390) i que el governador de Rosselló Gilabert de Cruïlles intentà en va d'ocupar a l'agost del 1390, per ser finalment derrotat en la batalla de Navata el 1390.
Joan IV (mort el 1450) disputà Comenges a Carles IV de França, però fou vençut (1444) i hagué de renunciar a tots els seus drets.
Després de la mort de Joan V (1473), el rei Lluís XI de França declarà el comtat incorporat a la corona (1481), però Carles VIII de França el restituí a Carles I, germà del darrer comte. Passà després al duc Carles IV d'Alençon (mort el 1525) i al rei de Navarra Enric II d'Albret (mort el 1555), ambdós consorts de Margarida de Valois-Angulema, a la seva filla Joana III d'Albret, reina de Navarra (morta el 1572) i, finalment, al fill d'aquesta, el rei Enric III de Navarra i IV de França, que incorporà el comtat a la corona el 1607. Lluís XIII de França el tornà a donar (1645) a Enric de Lorena-Guisa, comte d'Harcourt (mort el 1666), la posteritat del qual l'ostentà fins a la Revolució Francesa.